# Kamionka (Słowacja)
Kamionka (sł. Kamienka, węg. Kövesfalva, niem. Stein) – wieś (obec) na Słowacji w kraju preszowskim, powiecie Lubowla. Jedna z najdalej na zachód wysunięta wieś rusińska. Najstarsze pisemne wzmianki o miejscowości pochodzą z roku 1315 (wymieniona pod nazwą Petri villa) i 1342 (Lapidis).